# Embraer C-390 Millennium
Die Embraer C-390 Millennium ist ein taktisches Transportflugzeug des brasilianischen Herstellers Embraer. Der Erstflug fand am 3. Februar 2015 statt.

## Geschichte
Die KC-390 sollte ursprünglich unter dem Namen C-390 technologisch auf dem kommerziellen Embraer-190-Jet aufbauen, jedoch wurde dies im Laufe der Entwicklung verworfen. Das Projekt wurde nach vorangegangenen Entwurfsstudien im Jahr 2007 offiziell auf der Ausstellung Latin America Aero & Defence, kurz: engl. LAAD, von Embraer vorgestellt.
Im Austausch für die Abnahme von Flugzeugen wurden im Verlaufe des Jahres 2010 mit einer Reihe von Staaten Beteiligungen am KC-390-Programm beschlossen (siehe Abschnitt Nutzer). Hierzu werden Arbeitspakete an die dortige Luftfahrtindustrie vergeben, zum Beispiel an die Colombia Aeronautics Industry Corporation und Chiles Empresa Nacional de Aeronáutica, oder Embraer errichtet eigene Zweigbetriebe, wie zum Beispiel im portugiesischen Évora. Die argentinische FAdeA ist unter anderem für die Störklappen, Türen, Bugfahrwerk, Laderampentür, Landeklappenverkleidungen und den Heckkonus verantwortlich, die tschechische Aero Vodochody für Teile der Flügelvorderkanten, des hinteren Rumpfes, weitere Türen und die Laderampe. Weitere europäische Zulieferer sind Liebherr in Toulouse für die Kabinendruckregelung und Safran Landing Systems, welche Teile des Fahrwerks liefert.
2013 wurde die critical design review, die endgültige Festlegung des Entwurfs, zusammen mit der brasilianischen Luftwaffe abgeschlossen.

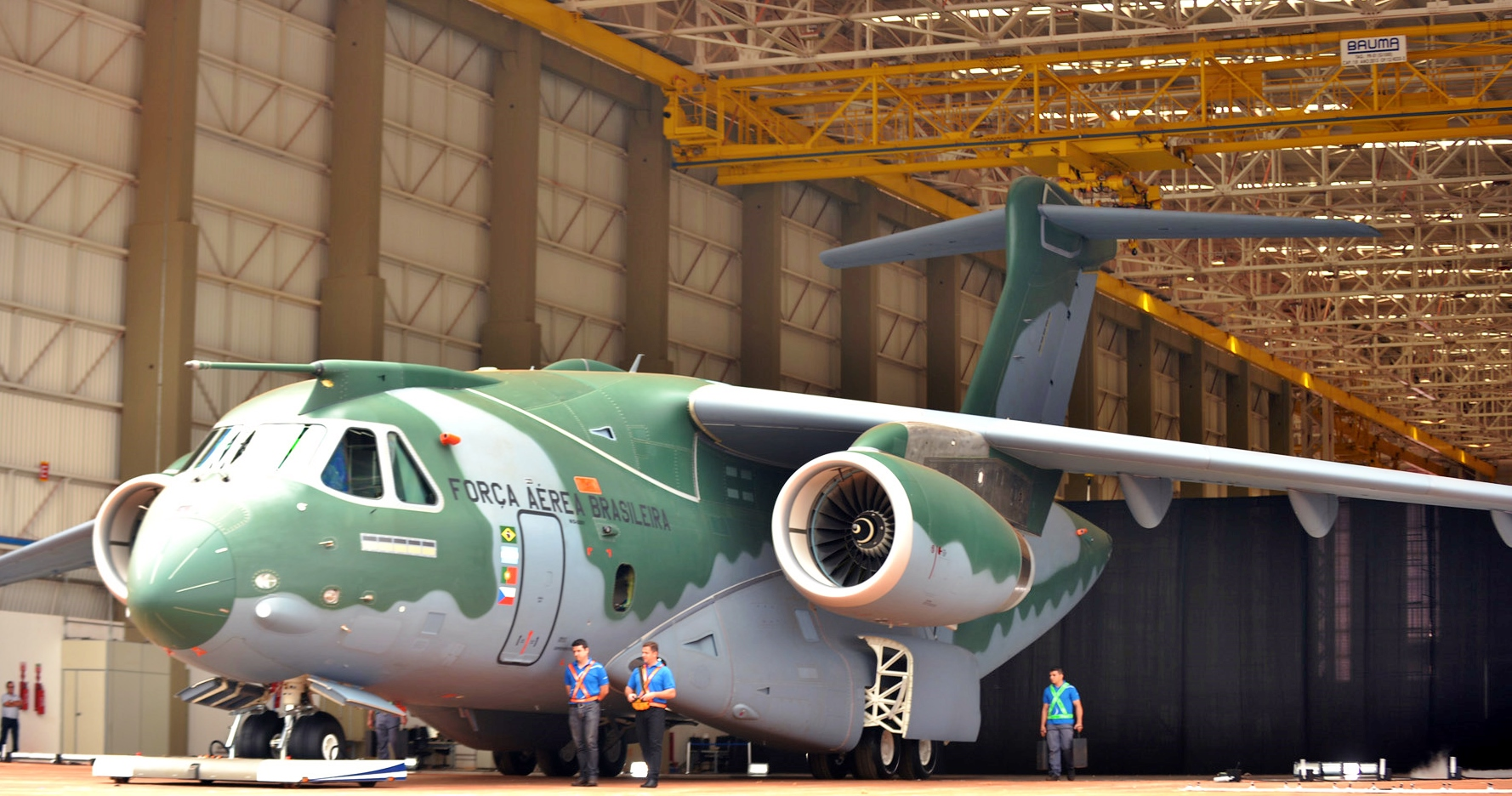
Der erste Prototyp der KC-390 beim Rollout am 21. Oktober 2014

Am 21. Oktober 2014 erfolgte schließlich der Rollout des ersten Prototyps.
Embraer führte am 3. Februar 2015 den Erstflug durch, dabei war der Prototyp knapp eineinhalb Stunden in der Luft. Der Fokus lag bei diesem Flug hauptsächlich darin, das Flugverhalten in Verbindung mit dem Fly-by-Wire-System zu überprüfen. Rheinmetall wird die Trainingseinrichtungen für die brasilianischen Streitkräfte zur Verfügung stellen. Bis März 2016 waren zwei Prototypen gebaut (Seriennummer 3900001, Kennzeichen PT-ZNF und 3900002, PT-ZNJ), von denen eine an der Farnborough International Air Show teilnahm. Am 5. Mai 2018 kam der erste Prototyp bei Bodentests von der Start- und Landebahn des Werksflughafens ab, was zu schweren Schäden am Flugzeug und zu einer Verzögerung des gesamten Programms führte.
Am 4. September 2019 wurde das erste Flugzeug an die brasilianischen Luftstreitkräfte ausgeliefert. Am 18. November 2019 wurde die Baureihe in Embraer C-390 Millennium umbenannt, wobei die als Tanker einsetzbaren Exemplare als KC-390 bezeichnet werden.

## Volle Einsatzfähigkeit
Im ersten Quartal 2023 hatte die C-390-Flotte der brasilianischen Luftwaffe mehr als 8000 Flugstunden gesammelt, nachdem sie an Luftfahrtmessen teilgenommen und Missionen auf allen Kontinenten durchgeführt hatte, einschließlich der Antarktis, wo C-390 der Fat Squadron (1st/1st GT) zwei Luftversorgungsmissionen für die brasilianische Antarktisstation Comandante Ferraz durchführten. Ende März desselben Jahres erhielt das Flugzeug das endgültige Musterzertifikat und erreichte die volle Betriebsfähigkeit (FOC).

## Technik
Die C-390 ist ein Schulterdecker mit zwei Turbofans mit großem Nebenstromverhältnis. Sie kann sowohl in der Luft betankt werden als auch als Tanker Treibstoff zur Verfügung stellen.
Zur Ausstattung sollen eine Heckrampe mit Beladesystem, MedEvac-Konfiguration, Fly-by-Wire und Instrumentierung gehören. Das Flugzeug verfügt außerdem über Allwetter- und Tag/Nacht-Einsatzfähigkeit und kann auch von kurzen unbefestigten Plätzen starten.
Moderne Selbstschutzsysteme (Radar-, Lenkraketenanflug- und Laserwarner sowie Täuschmittelwerfer) sind integriert.
Rheinmetall lieferte im Sommer 2023 den ersten Full-Flight Simulator an den Embraer-Standort in São José dos Campos. Die Lieferung umfasst den regulären Betrieb und Notfallbedingungen mit mehr als 350 Fehlersimulationen sowie die Unterstützung militärischer Operationen. Brasilien, Portugal und Ungarn sollen die ersten Kunden werden, welche den Simulator erhalten sollen.

## Nutzer
Bisher wurden 40 Exemplare bestellt: Brasilien 22 Stück, Portugal 5, Ungarn 2, Niederlande 5, Österreich 4 und Tschechien 2. 

### BrasilienBrasilien
Im April 2009 wurde bekannt, dass die brasilianische Luftwaffe beabsichtige, 23 Flugzeuge KC-390 zu beschaffen. Im Juli 2010 wurde die Menge auf 28 erhöht (am 22. Mai 2014 wurde die Absichtserklärung in eine Festbestellung umgewandelt.). Die Indienststellung erfolgte am 4. September 2019 bei der Ala 2 in Anápolis. Bis zum 19. Dezember 2020 wurden vier Flugzeuge ausgeliefert. Im Jahr 2022 entschied die brasilianische Regierung, die Bestellung auf 22 Exemplare zu reduzieren. Grund dafür sind die wirtschaftlichen Folgen der COVID-19-Pandemie. Die Maschinen stehen bei zwei Staffeln im Dienst:
- Base Aérea do Galeão, Rio de Janeiro: Escuadrão Gordo der 1°/1° Grupo de Transporte (1°/1° GT), seit 2022
- Base Aérea de Anápolis, Anápolis: Escuadrão Zeus der Primer Grupo de Transporte de Tropas (1° GTT) des (Geschwaders) Ala 2, seit 2019

### PortugalPortugal

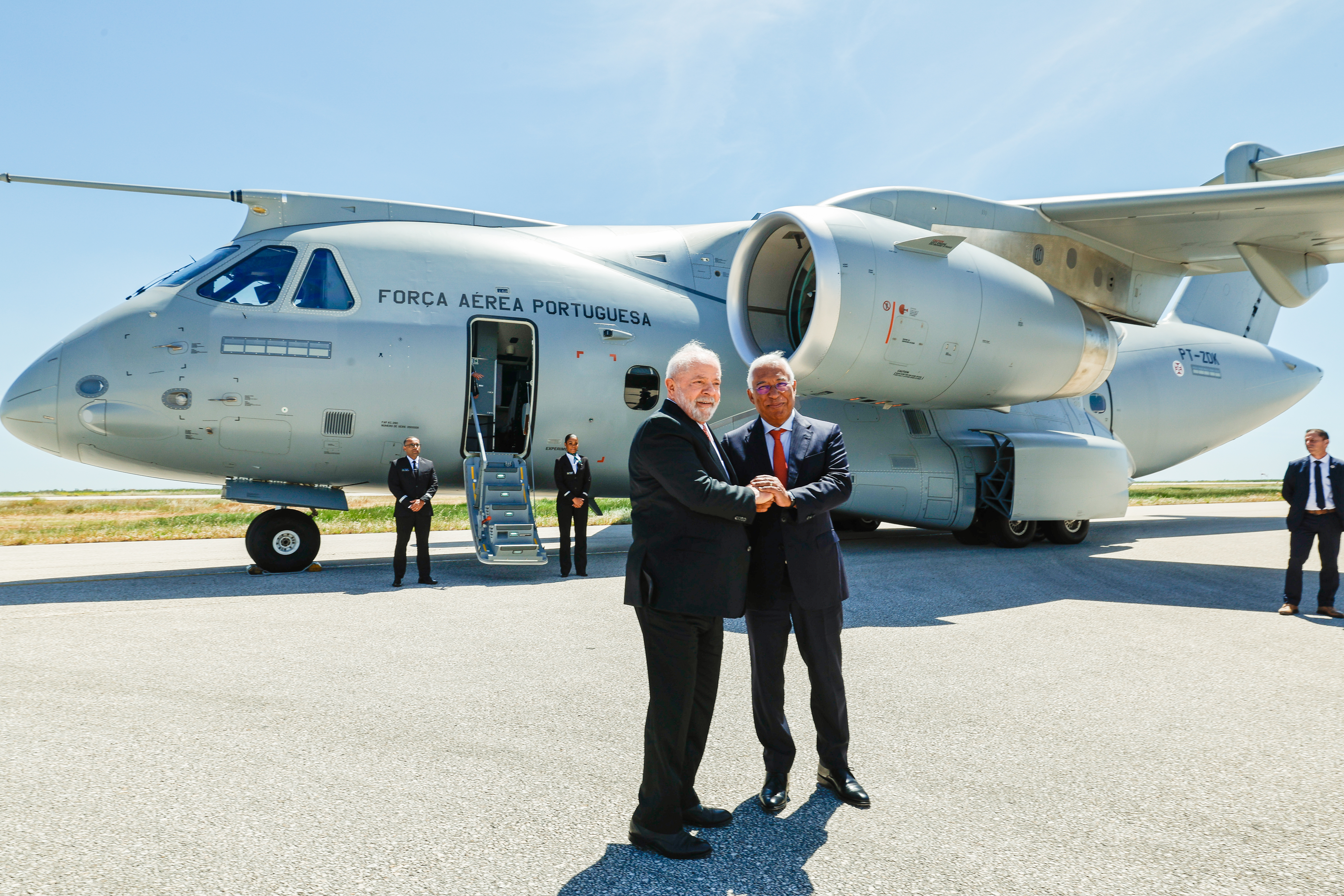
C-390 der Portugiesische Luftstreitkräfte

Portugal einigte sich im September 2010 darauf, an dem Programm teilzunehmen und unterschrieb 2019 als erster Exportkunde einen Vertrag über 5 Maschinen, die als Ersatz für die C-130 dienen sollen. Die 5 Maschinen sollen bis 2027 ausgeliefert werden. Die erste Maschine traf zur Einrüstung NATO-spezifischer Ausrüstung durch die Embraer-Tochter OGMA im Oktober 2022 im portugiesischen Beja ein und wurde nach weiteren Tests in Brasilien ein Jahr später endgültig nach Portugal überführt. Zu seinen ersten Einsätzen bei der portugiesischen Luftwaffe im Oktober 2023 gehörte der Transport von Militärpersonal und Fracht auf die Kanarische Inseln zur Unterstützung einer multinationalen NATO-Übung und war dann in den Vereinigten Staaten, um einen der vom Land erworbenen Sikorsky UH-60 abzuholen Auf seinem Rückflug überquerte er den Atlantik mit einem Direktflug von Providence, Rhode Island nach Ovar.
Der einzige Nutzer ist die auf der Base Aérea Nº11 (Beja) beheimatete Esquadra 506.

### UngarnUngarn
Ungarn bestellte im November 2020 zwei Exemplare als Ersatz älterer An-26-Transporter. Die erste Maschine traf zur Einrüstung NATO-spezifischer Kommunikationsausrüstung im April 2024 im ungarischen Kecskemét ein und wurde Anfang September 2024 übernommen.

### NiederlandeNiederlande
Die Niederlande haben 2024 fünf Flugzeuge als Ersatz für ihre Lockheed C-130 bestellt. Die Niederlande sind federführend bei einer gemeinsamen Beschaffung mit Österreich, der 2025 auch Schweden beitrat. Die Flugzeuge erhalten Selbstschutzsysteme der Firma Elbit.

### OsterreichÖsterreich
Am 20. September 2023 verlautbarte Verteidigungsministerin Klaudia Tanner, dass die Entscheidung zugunsten der C-390 gefallen sei und 4 Stück in Kooperation mit den Niederlanden beschafft werden sollen, die Bestellung erfolgte 2024. Die C-390 werden die drei Lockheed C-130K „Hercules“ ab 2027 ersetzen. Die Flugzeuge erhalten Selbstschutzsysteme der Firma Elbit. Mit der Montage des ersten C-390 wurde im Februar 2025 begonnen.

### TschechienTschechien
Mit Tschechien hatte bereits im Sommer 2010 ein weiterer Airbus-Kunde Interesse an einer Programmbeteiligung, im Austausch von unter Umständen zwei Transportern, geäußert. Die lokale Industrie erhielt in der Folge einige Arbeitspakete am Bau der C-390, die Auswahlentscheidung des Landes für die zwei Exemplare erfolgte aber erst 2023. Die Bestellung für zwei Exemplare erfolgte dann Ende 2024.

### Auswahlentscheidung getroffen

#### Korea SudSüdkorea
Am 4. Dezember 2023 beschloss die südkoreanische Verteidigungsbeschaffungsprogrammverwaltung (DAPA), bis 2026 drei KC-390 einzuführen.

#### MarokkoMarokko
2024 hat auch die marokkanische Luftwaffe beschlossen, eine noch unbekannte Anzahl Embraer C-390 zu erwerben, um damit ihre älteren C-130 Hercules zu ersetzen.

#### SlowakeiSlowakei
Die Slowakei unterzeichnete Ende 2024 eine Absichtserklärung mit der brasilianischen Regierung über drei zu beschaffende C-390.

#### SchwedenSchweden
Die schwedische Luftwaffe verhandelte seit September 2023 mit Brasilien über eine Bestellung von drei bis sechs Flugzeugen. Im November 2024 wurde eine Absichtserklärung unterzeichnet. Schweden schloss im März 2025 einen Vorvertrag zum Anschluss an die gemeinsame niederländisch-österreichische Beschaffung ab. Anfang April 2025 wurde die Verpflichtung Schwedens gegenüber Embraer zum Kauf von vier C-390 bekanntgegeben.

#### LitauenLitauen
Das litauische Verteidigungsministerium verkündete im Juni 2025, den Kauf von drei Maschinen des Typs C-390 zu beabsichtigen. Die Vertragsverhandlungen sollen innerhalb weniger Monate nach Bekanntgabe der Kaufabsicht abgeschlossen werden.

### Interessenten

#### ArgentinienArgentinien
Argentinien hat im Oktober 2010 als fünftes Land, im Austausch eines Kaufes von sechs Maschinen, eine Vereinbarung getroffen, sich über seine staatliche Fábrica Argentina de Aviones (FAdeA) am Programm zu beteiligen.

#### ChileChile
Chile hat im Sommer 2010 sein Interesse geäußert, sich im Austausch eines Kaufes von zunächst sechs Maschinen am Programm zu beteiligen. Allerdings ist die Marine des Landes bereits Nutzer der Airbus C-295.

#### FrankreichFrankreich
Frankreich verhandelte im Jahr 2009 über den Kauf von zehn C-390 – als Gegengeschäft für eine mögliche Beschaffung französischer Rafale-Jagdflugzeuge für Brasiliens Luftwaffe. Brasilien entschied sich jedoch für die schwedische Gripen.

#### GriechenlandGriechenland
Der Generalstab der Luftwaffe Griechenlands empfahl 2025 die Bestellung von zunächst drei C-390, langfristig könnten bis zu 12 Exemplare bestellt werden.

#### IndienIndien
Im Frühling 2024 unterzeichnete Embraer und Mahindra eine Absichtserklärung gemeinsam die C-390 für die Indische Luftstreitkräfte zu vermarkten und gegebenenfalls die C-390 in Indien auch herzustellen.

#### KolumbienKolumbien
Kolumbien hat im Sommer 2010 ebenfalls sein Interesse geäußert, im Austausch eines Kaufes von ggf. zwölf Maschinen am Programm beteiligt zu werden.

#### PeruPeru
Peru erwog 2012 die Beschaffung einer nicht näher erläuterten Anzahl an KC-390 und eine eventuelle Beteiligung am Programm.

#### Saudi-ArabienSaudi-Arabien
Embraer und Saudi-Arabiens SAMI haben sich im November 2023 zusammengetan, um der saudi-arabischen Regierung den C-390-Transport vorzustellen, einschließlich der Möglichkeit einer Montage und Unterstützung vor Ort.

## Technische Daten

Dreiseitenansicht

| Kenngröße                 | Daten                                                                                          |
| ------------------------- | ---------------------------------------------------------------------------------------------- |
| Besatzung                 | 2 Piloten                                                                                      |
| Passagiere                | 80 Soldaten / 64 Fallschirmjäger                                                               |
| Länge                     | 35,20 m                                                                                        |
| Spannweite                | 35,05 m                                                                                        |
| Höhe                      | 11,84 m                                                                                        |
| Frachtraumabmessungen     | Länge: 12,70 m (18,50 m mit Rampe) Breite: 3,45 m Höhe: 2,95 m                                 |
| Nutzlast                  | max. 26.000 kg                                                                                 |
| Leermasse                 | k. A.                                                                                          |
| Startmasse                | 72 t (max.) 65 t (norm.) 58,5 t (takt.)                                                        |
| max. Reisegeschwindigkeit | Mach 0,80                                                                                      |
| Höchstgeschwindigkeit     | 850 km/h / Mach 0,80                                                                           |
| Dienstgipfelhöhe          | 36.000 ft (ca. 11.000 m)                                                                       |
| Reichweite                | 6200 km bei Reisegeschwindigkeit 2750 km bei Höchstgeschwindigkeit 2000 km bei Maximalzuladung |
| Triebwerke                | zwei Turbofans IAE V2500-E5 mit je 120 kN Schub                                                |
| Startstrecke              | 1630 m (max.) 1300 m (norm.) 1100 m (takt.)                                                    |